# متویه
متویه (به انگلیسی: Metuje) رودخانه‌ای است که در جمهوری چک جریان دارد.